# فیلدتون (تگزاس)
فیلدتون (به انگلیسی: Fieldton) یک منطقهٔ مسکونی در ایالات متحده آمریکا است که در تگزاس واقع شده‌است. فیلدتون ۱۲۶ نفر جمعیت دارد و ۱٬۰۹۰٫۸۹ متر بالاتر از سطح دریا واقع شده‌است.